# Megamind
Megamind ist ein CGI-Animationsfilm von DreamWorks Animation. Regie führte Tom McGrath (Madagascar, Madagascar 2). Der Film erschien am 5. November 2010 in den USA und am 2. Dezember in Deutschland.

## Handlung
Da sein Heimatplanet kurz vor der Vernichtung durch ein schwarzes Loch steht, schicken seine Eltern Megamind als Säugling in einem Raumschiff fort. Auf dem Nachbarplaneten ereilt Metro Man das gleiche Schicksal. Beide landen auf der Erde in Metro City und wachsen unter völlig unterschiedlichen Umständen auf. Metro Man wird von einem wohlhabenden Paar adoptiert und entwickelt sich dank seiner Superkräfte zu einem Superhelden. Megamind wächst in einem Gefängnis zu einem Superschurken mit außergewöhnlicher Intelligenz heran. Unterstützt wird er dabei von seinem treuen Gehilfen Minion, einem Fisch mit einem gorillaähnlichen Roboterkörper.
Lange Jahre bekämpfen sich die beiden stets nach dem gleichen Schema: Megamind bricht aus dem Gefängnis aus, entwirft einen teuflischen Plan, entführt die attraktive Reporterin Roxanne und wird von Metro Man besiegt. Eines Tages jedoch lockt er Metro Man in eine Sternwarte, um einen gebündelten Lichtstrahl auf ihn abzufeuern. Scheinbar hemmt die kupferne Kuppel Metro Mans Superkräfte und der Lichtstrahl verbrennt ihn bis auf die Knochen. Nun ist Metro City in Megaminds Hand, doch ohne Gegenspieler langweilt er sich bald. Er fasst den Entschluss, aus den DNA-Spuren von Metro Man einen neuen Superhelden zu schaffen. Eher zufällig wird der trottelige Kameramann Hal, der in Roxanne verliebt ist, zum vermeintlichen Metro-Man-Nachfolger. In Verkleidung mimt er Hals Mentor und gibt ihm den Namen „Titan“, den dieser als „Tighten“ (deutsch: „festziehen“) missversteht. Dieser entpuppt sich jedoch als Egoist, der lieber selbst Verbrechen begeht als sie zu bekämpfen.
Zugleich entdeckt Megamind seine Zuneigung zu Roxanne, der er sich in Verkleidung annähert und dabei ihr Herz gewinnt. Als Tighten dies entdeckt, terrorisiert er die Stadt und will Megamind töten. Nun liegt es an Megamind selbst in die Rolle des Helden zu schlüpfen. Dabei stellt sich auch heraus, das Metro Man seinen Tod nur vorgetäuscht hat, da er von der Rolle des Helden genug hat und lieber als Musiker Music Man unterwegs sein möchte. Als Megamind und Roxanne dahinter kommen, fordern sie Metro Man auf, die Stadt vor Tighten zu schützen. Doch Metro Man lehnt ab. So muss Megamind mit Hilfe von Roxanne und Minion gegen Tighten kämpfen. Er kann Tighten schließlich die Superkräfte wieder entziehen und wird von der Bevölkerung als neuer Superheld gefeiert.

## Synchronisation
Die Interopa Film GmbH in Berlin führte die Synchronisation durch. Alexander Löwe schrieb das Dialogbuch, Axel Malzacher führte die Dialogregie.
| Rolle                        | Originalsprecher    | Deutsche Sprecher |
| ---------------------------- | ------------------- | ----------------- |
| Megamind                     | Will Ferrell        | Bastian Pastewka  |
| Minion                       | David Cross         | Oliver Kalkofe    |
| Roxanne Ritchi               | Tina Fey            | Vera Teltz        |
| Metro Man/Music Man          | Brad Pitt           | Oliver Welke      |
| Bernard                      | Ben Stiller         | Oliver Rohrbeck   |
| Hal Stewart/Titan/Tighten    | Jonah Hill          | Tobias Müller     |
| Megaminds Vater              | Justin Theroux      | Peter Flechtner   |
| Megaminds Mutter             | Jessica Schulte     | Debora Weigert    |
| Lord Scott / Gefängniswärter | Tom McGrath         | Bernd Vollbrecht  |
| Lady Scott                   | Emily Nordwind      | Denise Gorzelanny |
| Warden, Gefängnisdirektor    | J. K. Simmons       | Roland Hemmo      |
| Gefängniswärter              | Christopher Knights | Daniel Gärtner    |
| Bürgermeister                | Stephen Kearin      | Lutz Schnell      |
| Junger Vater                 | Mike Mitchell       | Sebastian Schulz  |

## Soundtrack
Der Soundtrack des Films wurde überwiegend von Hans Zimmer und Lorne Balfe komponiert.
1. Giant Blue Head von Hans Zimmer und Lorne Balfe
2. Tightenville (Hal’s Theme) von Hans Zimmer und Lorne Balfe
3. Bad to the Bone von George Thorogood und the Destroyers
4. Stars und Tights von Hans Zimmer und Lorne Balfe
5. Crab Nuggets von Hans Zimmer und Lorne Balfe
6. A Little Less Conversation (Junkie XL Remix) von Elvis Presley
7. Mel-On-Cholly von Hans Zimmer und Lorne Balfe
8. Ollo von Hans Zimmer und Lorne Balfe
9. Roxanne’s Theme von Hans Zimmer und Lorne Balfe
10. Alone Again von Gilbert O’Sullivan
11. Drama Queen von Hans Zimmer und Lorne Balfe
12. Rejection in the Rain von Hans Zimmer und Lorne Balfe
13. Lovin’ You von Minnie Riperton
14. Black Mamba von Hans Zimmer und Lorne Balfe
15. Game Over von Hans Zimmer und Lorne Balfe
16. I’m the Bad Guy von Hans Zimmer und Lorne Balfe
17. Evil Lair von Hans Zimmer und Lorne Balfe

Weitere Titel im Film sind:
- Highway to Hell von AC/DC
- Crazy Train von Ozzy Osbourne
- Mr. Blue Sky von Electric Light Orchestra
- Back in Black von AC/DC
- Bad von Michael Jackson
- Welcome to the Jungle von Guns N’ Roses
- Cobrastyl von Teddybears

## Kritik
Der Film wurde überwiegend positiv aufgenommen. Rotten Tomatoes verzeichnet eine positive Wertung von 73 %, basierend auf 180 Kritiken.
Vor allem loben viele Kritiken die originelle Geschichte. So schreibt Michael Föls für Filmering.at: „Megamind ist eine sehr gelungene Superheldenpersiflage, die den Spieß umkehrt und den Bösewicht in den Mittelpunkt rückt. Der Unterhaltungswert ist hoch, die Actionszenen gelungen und speziell zu Beginn funktioniert alles herausragend. Etwas schade ist jedoch, dass das letzte Drittel arg konventionell geworden ist. Am durchgehend recht hohen Spaßfaktor ändert aber auch das nichts.“
Ebenso lobt Arne Hübler die komplexe Geschichte: „Trotz des gewohnt kindischen und manchmal nervigen Humors überrascht das Animationswerk mit einer für das Kassen-trächtige Genre ungewohnt komplexen Geschichte, die bereitwillig Haken schlägt. Selbstredend wird im Film aus dem reichen Fundus der Strumpfhosen-Helden geschöpft: Die Macher zitieren ‚Batman‘ und ‚Superman‘ gebührend. Musikalisch wird auf ganz dicke Hose gemacht.“
Sofahelden.com findet auch die Animation lobenswert: „Die Geschichte ist endlich mal etwas anderes, der Schwenk vom Bösewicht zum braven Weltenretter ist genial inszeniert. Die Zeichnungen und Animationen sind der Hammer, langsam geht diese Art der Filme in Richtung Realismus. Alleine die Regenszene in der Stadt ist der Wahnsinn. Die Gags zünden und auch die verschiedenen Charaktere sind liebe- und humorvoll gestaltet.“
Am Startwochenende spielte die 130 Millionen US-Dollar teure Produktion bereits 46 Millionen US-Dollar ein. Insgesamt beliefen sich die weltweiten Einnahmen auf fast 322 Millionen US-Dollar, davon etwa 4,4 Millionen in Deutschland. Damit belegt der Film Platz 14 auf der Liste der Dreamworks-Computeranimationsfilme. Gleichzeitig ist er der größte internationale Erfolg der Hauptdarsteller Will Ferrell und Tina Fey.